# Frost (rappare)
Arturo Molina, Jr, född 31 maj 1962, mer känd under sitt artistnamn Frost (ursprungligen Kid Frost), är en amerikansk rappare, låtskrivare och skivproducent från Los Angeles. Han är kanske mest känd för sin hitsingel "La Raza" som släpptes 1990, och anses vara en av de tidigaste latino-raplåtarna.

## Diskografi

### Album
- Hispanic Causing Panic (1990)
- East Side Story (1992)
- Smile Now, Die Later (1995)
- When Hell.A. Freezes Over (1997)